# 漢考克縣 (密西西比州)
是美國密西西比州南部的一個縣，南臨墨西哥灣。面積1,431平方公里。根据美國2000年人口普查，共有人口42,967人。縣治貝聖路易斯 (Bay St. Louis)。
漢考克郡成立於1812年12月14日，是以《美國獨立宣言》首名簽署者約翰·漢考克命名。